# Synagoge (La Chaux-de-Fonds)

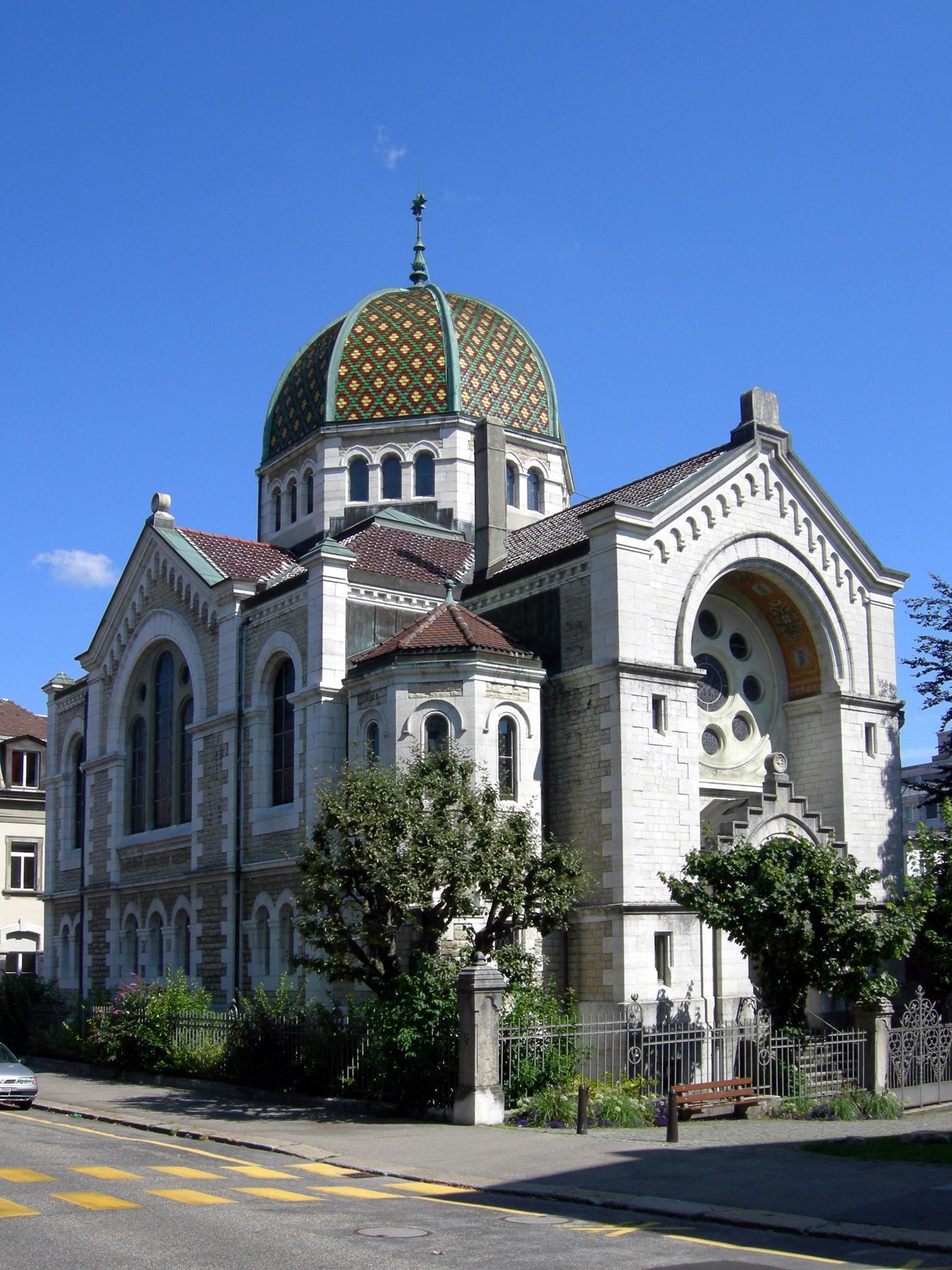
Synagoge in La Chaux-de-Fonds, Nordseite, die Kuppel ist 32 m hoch

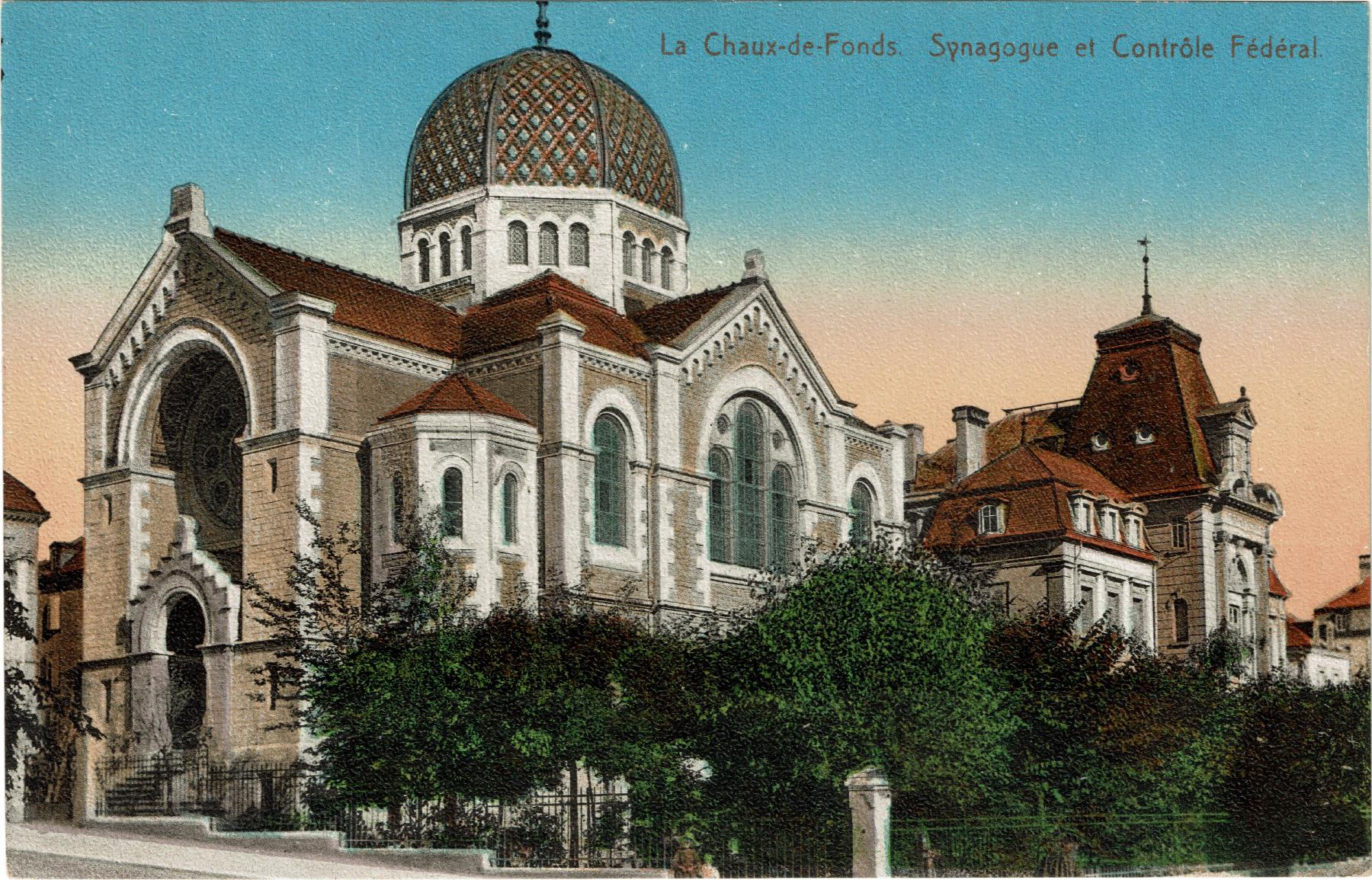
Die Synagoge in den 1910er Jahren, Südseite, sie steht neben dem damaligen Bureau de contrôle des métaux précieux des heutigen BAZG

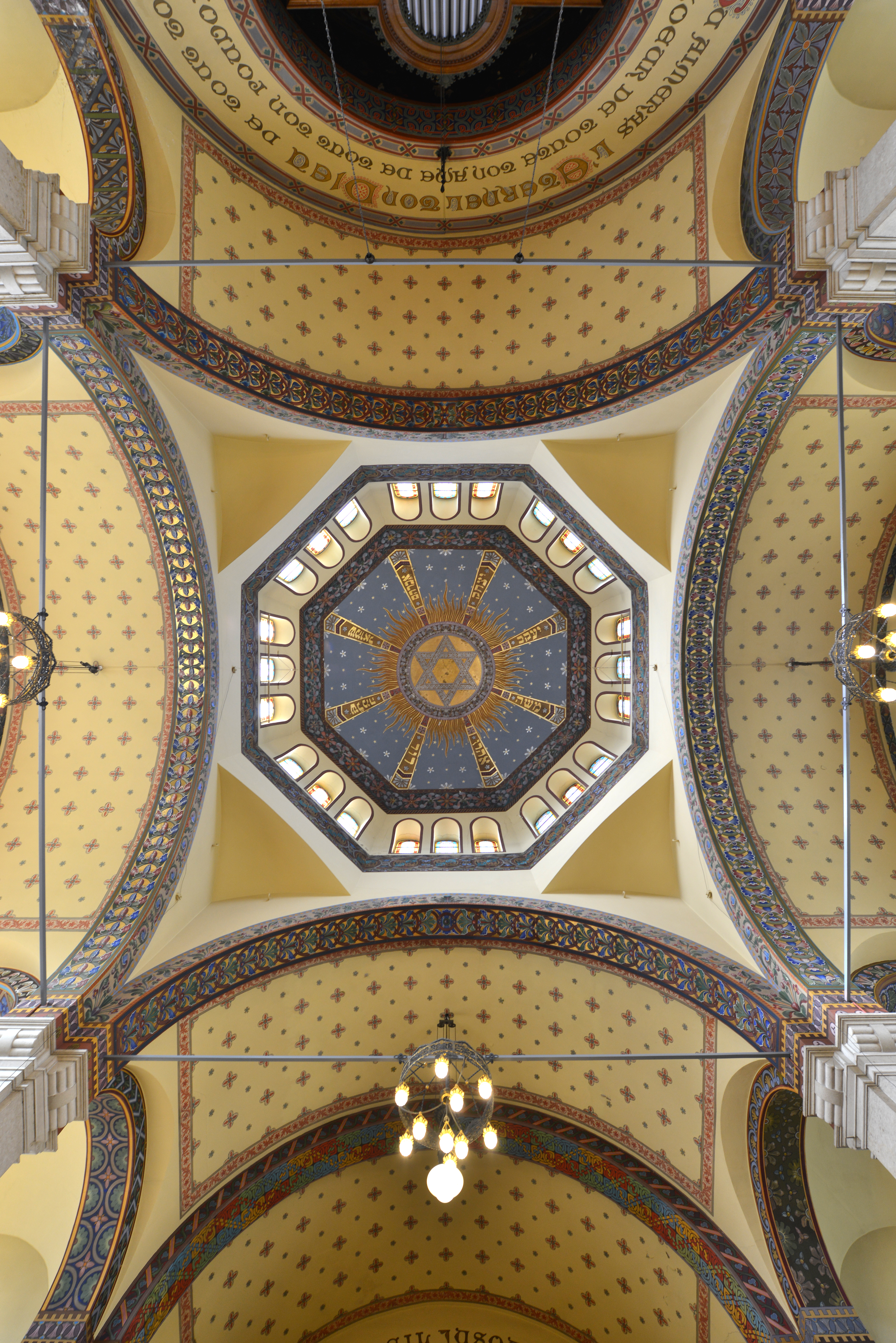
Blick in die Kuppel

Die Synagoge in La Chaux-de-Fonds im schweizerischen Kanton Neuenburg wurde von 1894 bis 1896 nach Plänen des Architekten Richard Kuder errichtet. Die Synagoge an der Rue du Parc Nr. 63 ist ein Kulturgut von nationaler Bedeutung. Rabbiner ist seit 1993 der in Strasbourg aufgewachsene Michel Margulies (* 1965).

## Geschichte
Bis zur Erlangung der Niederlassungsfreiheit für Juden in der Schweiz, durften Juden nur tageweise nach La Chaux-de-Fonds kommen, um als Kleinhändler oder Hausierer Produkte und Vieh zu verkaufen. Erste Juden in der Umgebung finden in städtischen Archivquellen im Jahr 1790 Erwähnung. Die Familie Woog wohnte ab 1816 am Hang Sombaille, wo sich heute der Chemin de Jérusalem befindet. Am Osteingang der Stadt mussten sie einen Wegzoll entrichten und am Abend die Stadt verlassen. Die Strasse, an der diese Abgabe bis im Jahr 1850 erhoben wurde, trug den Namen Rue des Juifs (Strasse der Juden), später wurde sie nach dem antimonarchistischen Volkshelden Fritz Courvoisier umbenannt.
Die Gottesdienste der jüdischen Gemeinde wurden von den ab 1830 zuziehenden jüdischen Familien zunächst in einer Privatwohnung abgehalten. Sie stellten einen Antrag an die Behörden, die dem zustimmten und 1843 konnte ein gemieteter Gebetsraum in der Rue Jaquet-Droz eingerichtet werden. Zuständig war der Rabbiner in Hégenheim. Später entstand eine Synagoge an der Rue de la Serre 35a, die am 24. Juni 1863 von Rabbiner Moïse Nordmann aus Hégenheim eingeweiht wurde. Bald war jedoch diese Synagoge zu klein. Sie diente 1897–1912 dem gewerkschaftlichen Cercle ouvrier als Versammlungslokal. Dieses Gebäude gibt es heute nicht mehr, es wurde 1955 abgerissen.
Die heutige Synagoge wurde von 1894 bis 1896 nach Plänen von Richard Kuder erbaut. Inspiriert wurde sie durch die von deutschen Brandstiftern 1941 ausgebrannte und danach von den Besatzern abgerissene Alte Synagoge in Strasbourg. Beim Bau wurden bewusst Steine aus den verschiedenen Landesteilen der Schweiz verwendet, um den Integrationswillen der Juden zu verdeutlichen. Den harmonisch angelegten Innenausbau gestaltete Gustave Clerc aus La Chaux-de-Fonds. Am 12. Mai 1896 wurde die Synagoge im neobyzantinischen Stil von Rabbiner Jules Wolff eingeweiht. Zu diesem Zeitpunkt waren 2, 4 % der Stadtbevölkerung jüdisch. Wolff trug durch sein gesellschaftliches Engagement zur Verankerung der Gemeinde in der Stadt und im Kanton bei und stand im Dialog mit den anderen Glaubensgemeinschaften. Damals füllten die Betenden den grossen Hauptraum, heute nutzen sie lieber den kleinen Gemeindesaal.
Um das Jahr 1918 war der Nouveau Cercle der soziale Treffpunkt der jüdischen Männer, am Beispiel ähnlicher Vereine in der Stadt. Nahe der Synagoge befindet sich der Club 44, den ein Gemeindemitglied aufgebaut hat. Die Krisen der Uhrenindustrie und die Möglichkeit, in urbanen Zentren wie Genf, Lausanne oder Basel ein Vielfaches an persönlichen Möglichkeiten nutzen zu können, haben die Gemeinde über die Jahrzehnte auf etwa 60 Familien verkleinert. Zudem sind einige Familien nach der Staatsgründung Israels (1948) dorthin ausgewandert und es gab eine teils starke Assimilation. 
Die Gemeinde von La Chaux-de-Fonds ist heute eine jüdische Einheitsgemeinde (= orthodoxe und nichtorthodoxe Juden beten gemeinsam) für den ganzen Kanton, dies spiegelt sich in ihrem Namen Communauté israélite du canton de Neuchâtel (CICN). Bertrand Leitenberg ist der Präsident der Gemeinde. Um den Ort weiter zu beleben, wurde der Verein Amis du CICN gegründet, der Kulturveranstaltungen und Führungen in der Synagoge anbietet und es sich zur Aufgabe gemacht hat, das Gebäude und den jüdischen Friedhof von Les Eplatures in einem guten Zustand zu erhalten.